# 印刷厂街
印刷厂街（希伯來語：‎，羅馬化：Rehov Beit Hadfus）是耶路撒冷西部扫罗山（Givat Shaul）工业区的一条街道，东西走向。

## 名称
印刷厂街修筑于1960年代，得名于附近的印刷厂。

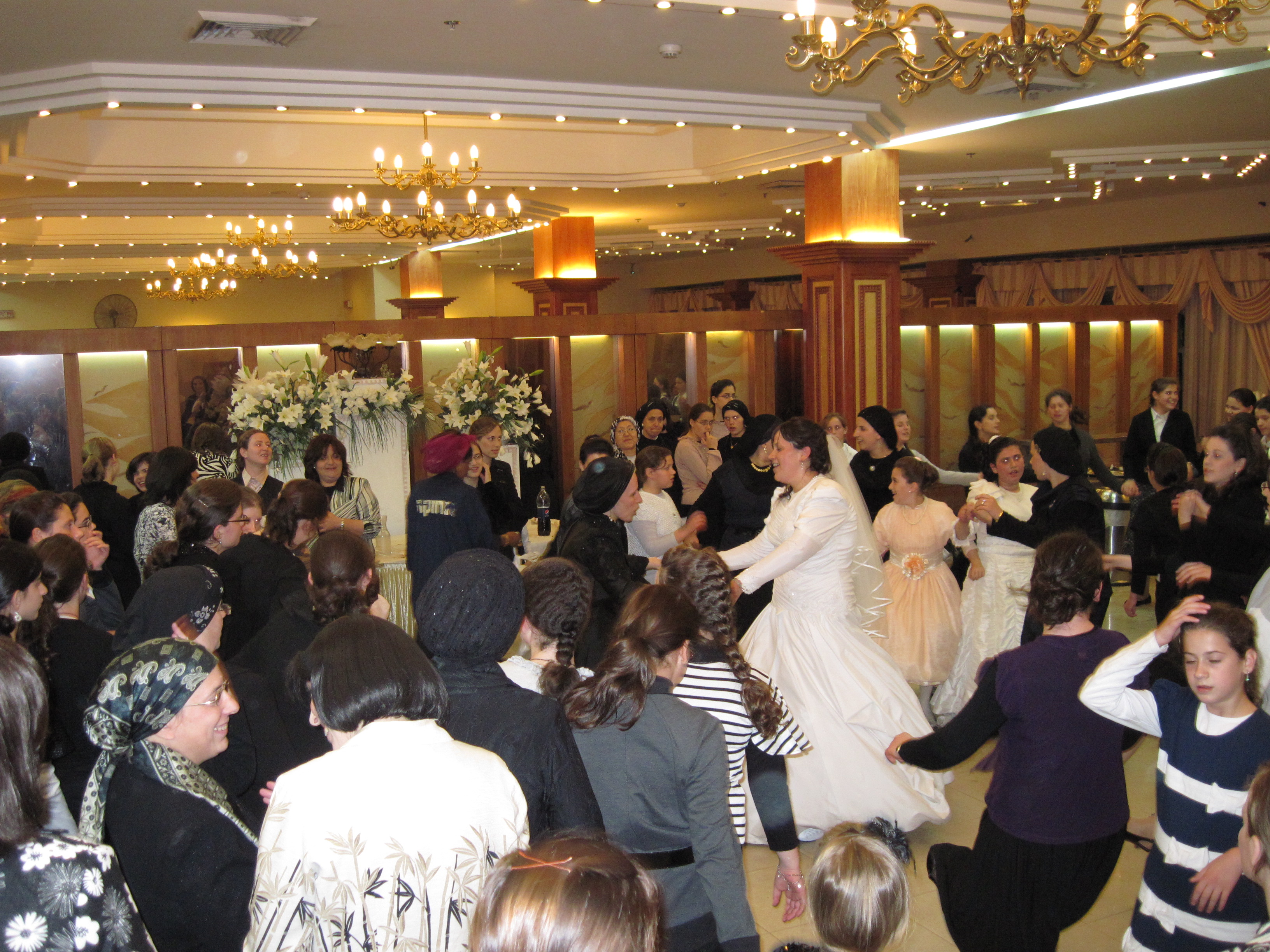
哈雷迪犹太人的婚礼

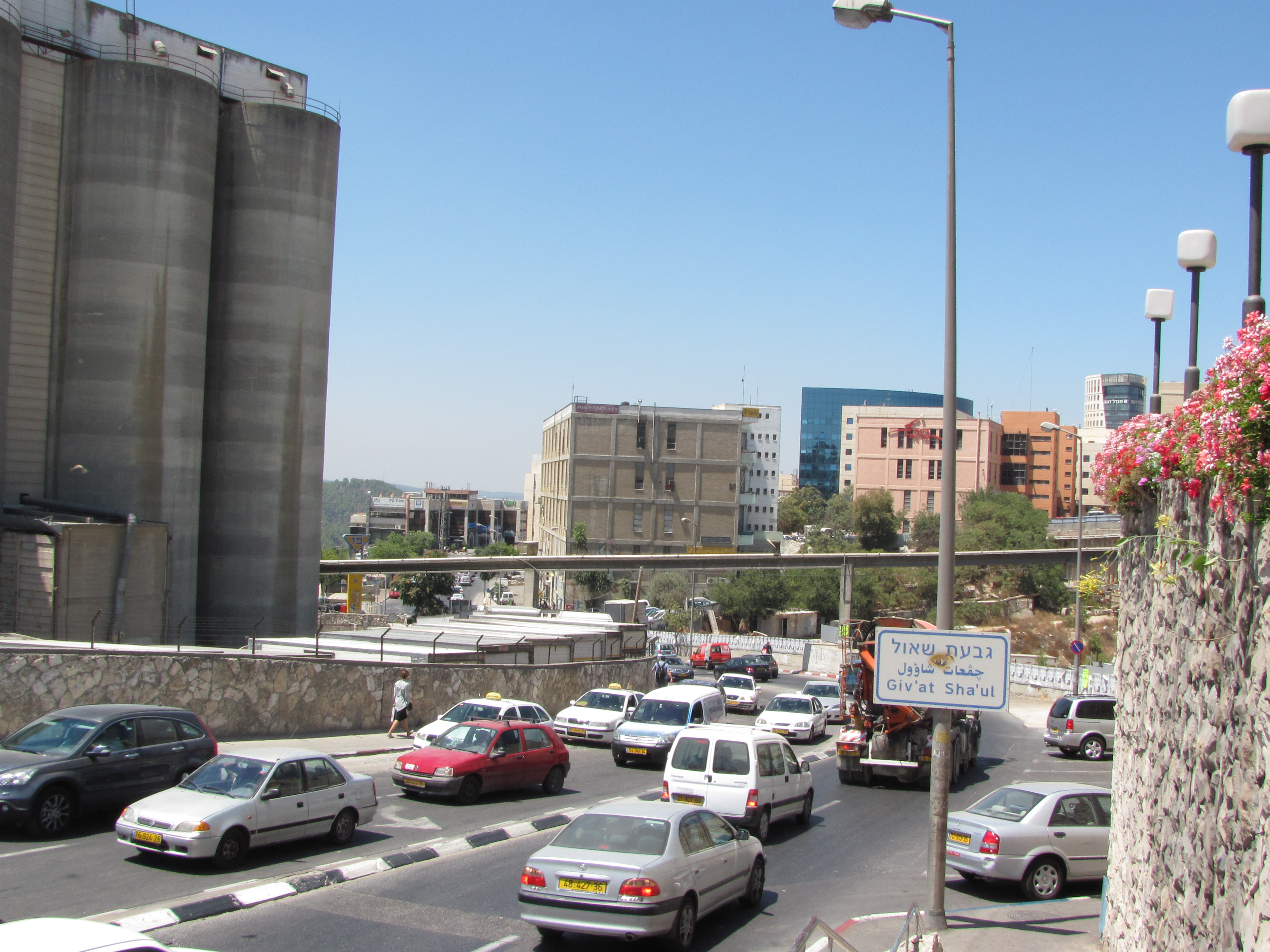
天使面包店

以色列最大的两个出版社总部设在这条街上。